# جزيرة موغادور
جزيرة موغادور هي جزيرة مغربيّة، تنتمي لجزر الصويرة وتُعتبرُ أكبر جزيرة في المنطقة. تَبعُدُ عن الصويرة بـ1.5 كيلومتر (1 ميل).

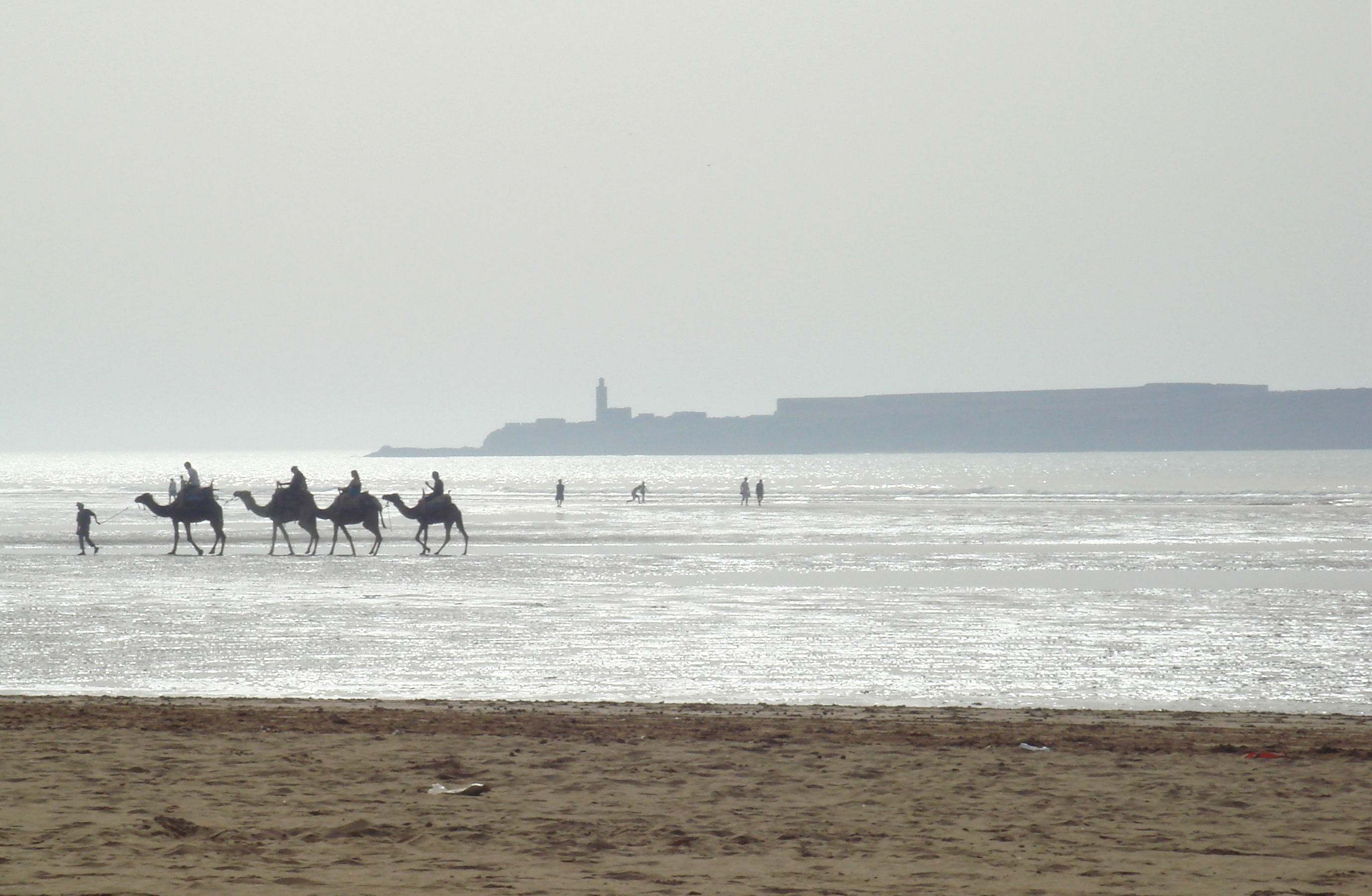
جانب من جزيرة موغادور.

 وتسمى أيضا بجزيرة الحمام وتعد من أقدم المواقع الأثرية السياحية بالمغرب.

## التاريخ

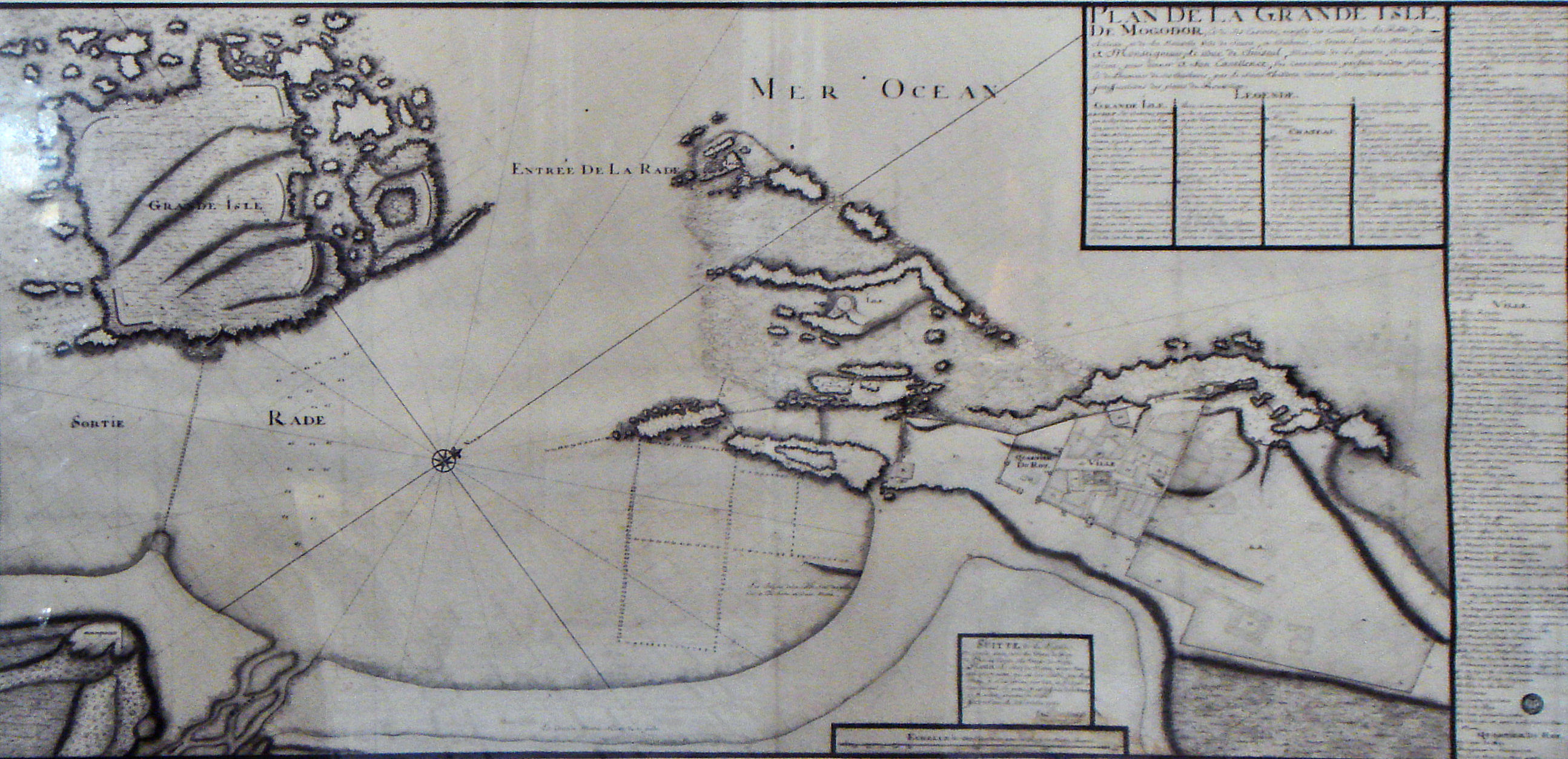
خريطة جزيرة موغادور (أعلى اليَسَار)، الصويرة، بقلم تيودور كرنوث، سنة 1767.

قام المستكشف حانون القرطاجي بزيارة وإنشاء مركز تجاري في المنطقة في القرن الخامس قبل الميلاد، وتمّ العثور على القطع الأثرية الفينيقية في الجزيرة.
يَعتقد بعض المؤرخين أن التّجار الرومان وصلوا من جزيرة موغادور إلى جزر الرأس الأخضر وربما ذهبوا جنوبًا حتى خليج غينيا. في الواقع، وفقًا للروماني بليني الأكبر، قامت بعثة من الموريتانيين أرسلها جوبا الثاني إلى جزر الكناري بزيارة جزر الرأس الأخضر، عندما أرسل الملك جوبا الثاني وحدة لإعادة فتح منشأة إنتاج الصّبغة في موكادور (الاسم التاريخي لمدينة الصويرة، المغرب) في أوائل القرن الأول الميلادي، تم إرسال قوة جوبا البحرية في وقت لاحق لاستكشاف جزر الكناري وجزيرة ماديرا وربما جزر الرأس الأخضر، باستخدام مقادور كقاعدة لمُهمّتهم.
بعد سُقوط الإمبراطورية الرومانية، اختفت التّجارة من جزيرة موغادور عمليًا وفقدت الجزيرة معظم أهميتها خلال العصور الوسطى.
في عام 1844، حاصرت البحرية الفرنسية الجزيرة، وسقطت على الفرنسيّين في قصف موغادور الوحشي لفرنسا.
تمّ تعيينها كمحمية طبيعية، ولا يمكن زيارتها إلّا بإذن رسمي. وتمّ تصنيفها كموقع رامسار محمي سنة 2005.

## النباتات والحيوانات

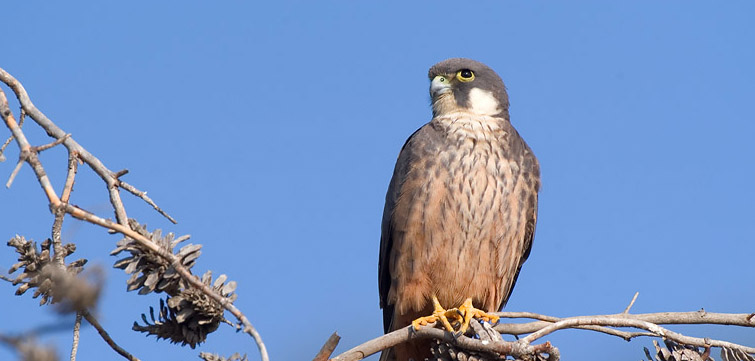
الصّقر الأسحم.

وَجدت دراسة استقصائية للصّقور في الجزيرة سنة 2014 أدلّة على أن الصّقر الأسحم يشلّ ويسجن فريسة حيّة لاستخدامها لاحقًا. عثر عبد الجبار قنينبة من جامعة محمد الخامس بالرباط وزملاء لهُ على طيور صغيرة تفتقدُ ريش الذّيل أو الذّيل المحاصر أو يختبئ في ثقوب أو تجاويف صغيرة. يُعتقد أن الصقور التي تم انتشالها من الريش تحافظ على الطّيور كمصدر للغذاء في وقت لاحق، أو بدلاً من ذلك، فإن الفريسة تهرب من الصّقور من خلال البحث عن ملجأ في الثقوب القريبة.